# Leucaena magnifica
Leucaena magnifica là một loài rau đậu thuộc họ Fabaceae.
Loài này chỉ có ở Guatemala.